# Eleições parlamentares europeias de 2004 (Chéquia)
As eleições parlamentares europeias de 2004 na Chéquia, realizaram-se a 11 e 12 de junho e, serviram para, pela primeira vez, eleger os 24 deputados nacionais ao Parlamento Europeu.

## Resultados nacionais
| Partido                 | Partido                       | Votos     | %               | Deputados |
| ----------------------- | ----------------------------- | --------- | --------------- | --------- |
|                         | Partido Democrático Cívico    | 700 942   | 30,04 / 100,00  | 9 / 24    |
|                         | Partido Comunista             | 472 862   | 20,26 / 100,00  | 6 / 24    |
|                         | SNK Democratas Europeus       | 257 278   | 11,02 / 100,00  | 3 / 24    |
|                         | União Cristã e Democrata      | 223 383   | 9,57 / 100,00   | 2 / 24    |
|                         | Partido Social-Democrata      | 204 903   | 8,78 / 100,00   | 2 / 24    |
|                         | Democratas Independentes      | 191 025   | 8,18 / 100,00   | 2 / 24    |
|                         | Partido Verde                 | 73 932    | 3,16 / 100,00   | 0 / 24    |
|                         | União dos Democratas Liberais | 39 655    | 1,69 / 100,00   | 0 / 24    |
|                         | Bloco de Direita              | 27 504    | 1,17 / 100,00   | 0 / 24    |
|                         | Outros                        | 141 378   | 5,64 / 100,00   | 0 / 24    |
| Votos Inválidos         | Votos Inválidos               | 13 148    | 0,49 / 100,00   |           |
| Total                   | Total                         | 2 346 010 | 100,00 / 100,00 | 24 / 24   |
| Eleitorado/Participação | Eleitorado/Participação       | 8 283 485 | 28,32 / 100,00  |           |
| Fonte                   | Fonte                         | [ 1 ]     | [ 1 ]           | [ 1 ]     |